# Gare de Cherbourg-Barfleur
Pour les articles homonymes, voir Gare de Cherbourg (homonymie).
La gare de Cherbourg-Barfleur était une gare ferroviaire française de la ligne de Cherbourg à Barfleur, située sur le territoire de la commune de Cherbourg dans le département de la Manche en Basse-Normandie.

## Situation ferroviaire
Elle se trouvait en début de ligne du chemin de fer de Cherbourg à Barleur, se prolongeant vers Saint-Vaast-la-Hougue. 

## Histoire
La gare est construite en face de la gare de la Compagnie de l'Ouest dont elle est séparée par l'actuelle avenue Jean-François Millet. La ligne est ouverte le 9 juillet 1911.
À sa fermeture en octobre 1950, elle était délaissée pendant quelques années avant d'être vendue. Elle fut rénovée pour devenir une autogare. Actuellement, elle est au centre d'une grande gare routière pour les bus départementaux « Manéo ».

## Galerie de photographies

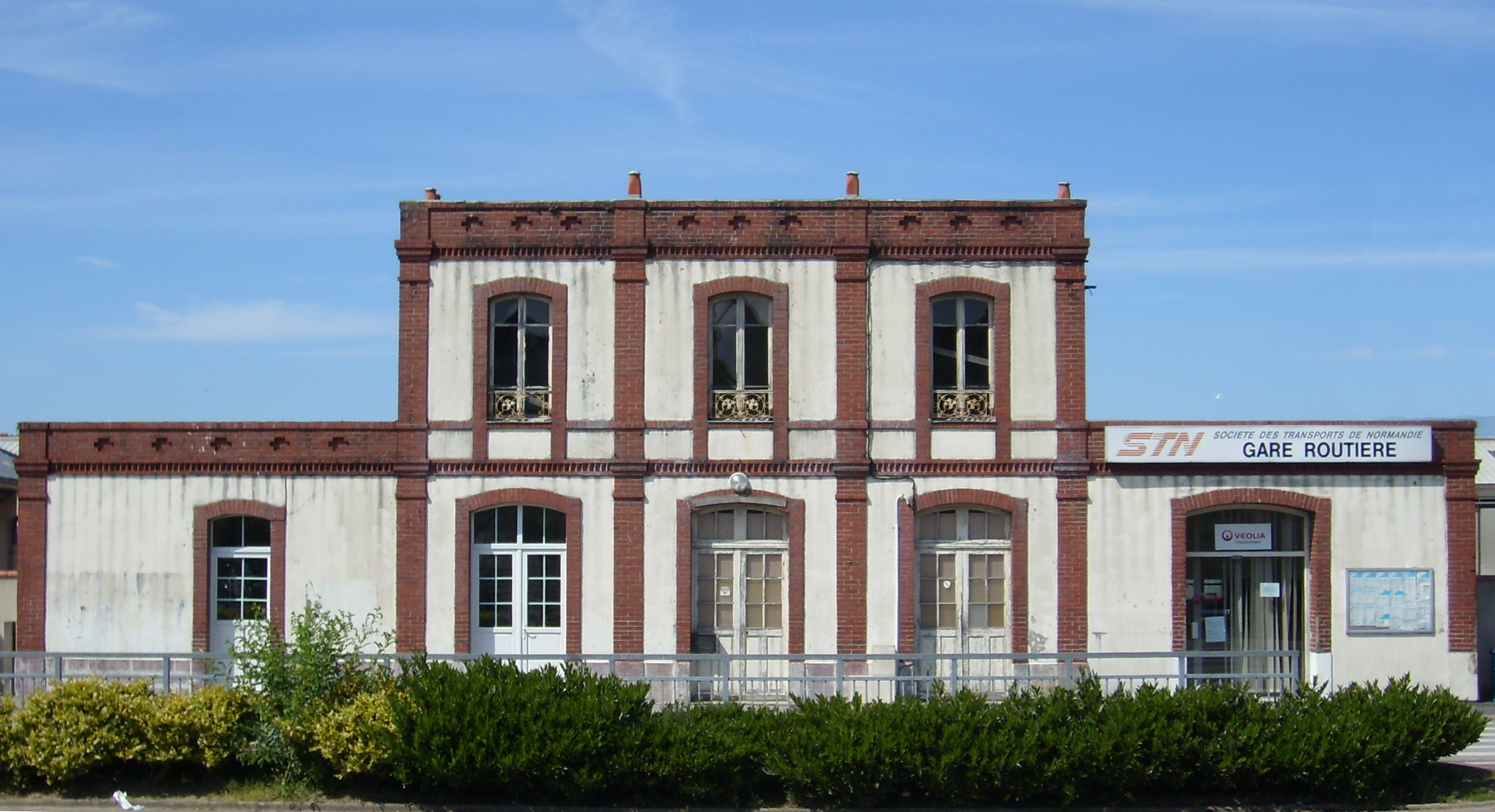
Bâtiment voyageurs en 2008.
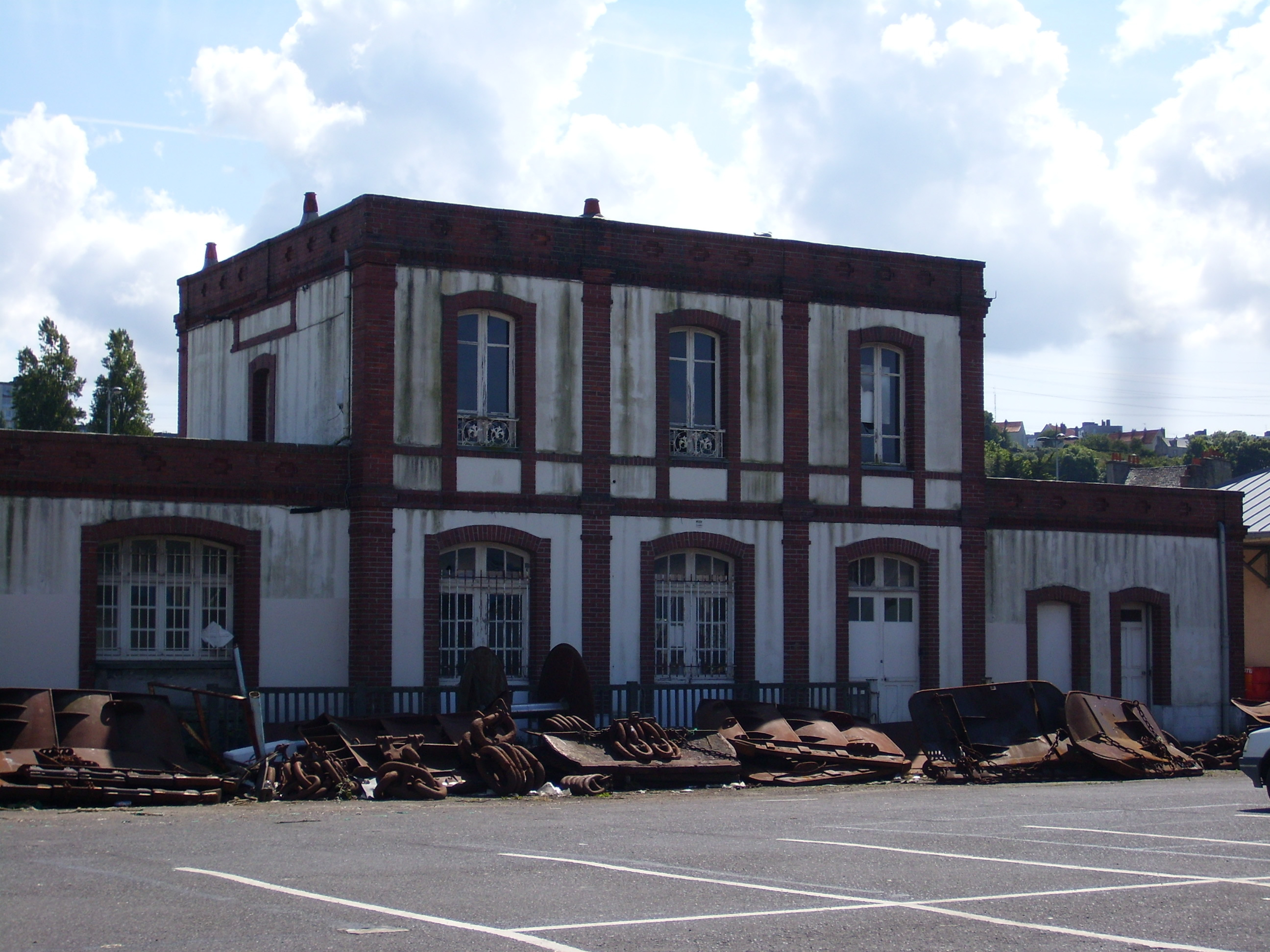
Façade arrière.